# Мерш (кантон)
Мерш (люкс. Miersch, нем. Mersch, фр. Mersch) — один из кантонов Люксембурга, относящийся к одноимённому округу.
Округ включает в себя 11 коммун.